# Molophilus (Molophilus) dido
Molophilus (Molophilus) dido is een tweevleugelige uit de familie steltmuggen (Limoniidae). De soort komt voor in het Neotropisch gebied.